# أتيلا الهوني

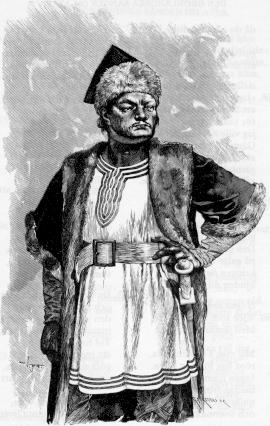
أتيلا

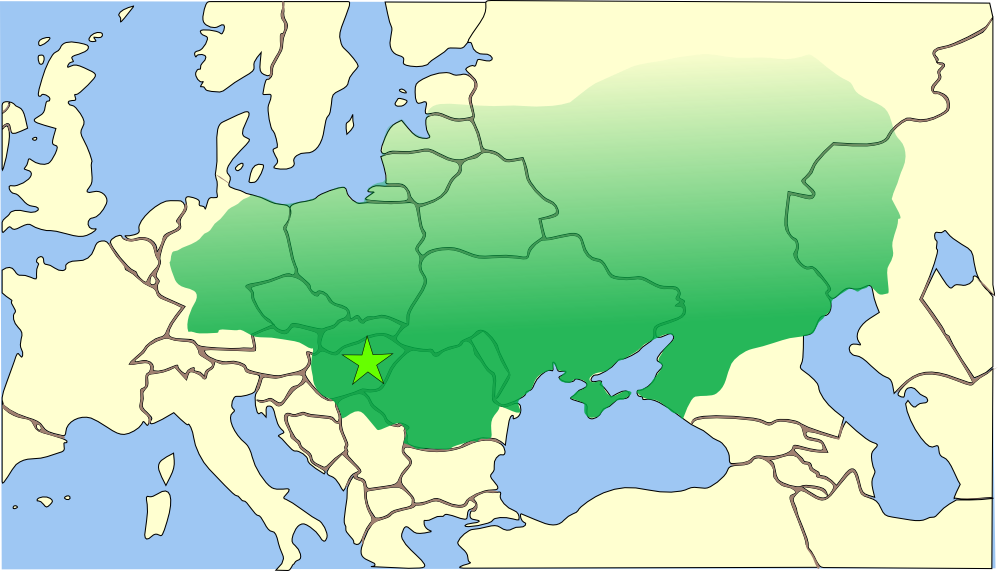
إمبراطورية الهونيين، مع خطوط الحدود السياسية الحاليةِ

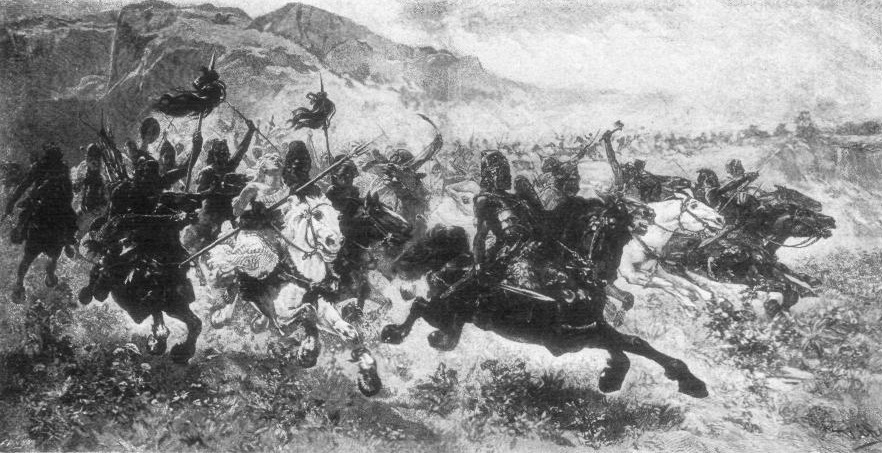
شعب الهون بقيادة أتيلا (في مقدمة الجهة اليمنى) في طريقهم إلى إيطاليا

أتيلا الهوني أو عتيلة الهوني ملك هوني عاش بين عامي (395-453 م) كان آخر حكام الهون وأقواهم وأسس في إقليم روسيا وأوروبا إمبراطورية كبيرة الاتساع، عاصمتها في ما يسمى هنغاريا اليوم: امتدت إمبراطوريته من نهر الفولغا شرقا وحتى غرب ألمانيا غربا. فرض الجزية على الإمبراطورية الرومانية الشرقية (البيزنطية) بعد أن غزا مدن البلقان مرتين، وحاصر القسطنطينية في اجتياحه الثاني لبيزنطة وفشل الحصار. وفي عهده زحف الهون إلى فرنسا حتى مدينة أورلينز وحاصرت جيوشه مدينة باريس. نتيجة لكل ذلك، أسرع الإمبراطور الروماني الغربي فالنتينيان الثالث بجيش من عاصمته في عام 452 م وشكل ضد أتيلا تحالفاً عسكرياً عظيماً من الرومان وكثير من القبائل الجرمانية وخاصة القوط الغربيين أملاً في إيقاف زحف جيوشه نحو جنوب فرنسا، وفعلاً وقعت معركة شرسة بين أتيلا والتحالف الروماني-الجرماني ضده في معركة من أعظم معارك التأريخ القديم وهي معركة سهول كاتالونيا خسر فيها أتيلا وانسحب هو وقواته من المعركة.
بعد شهور من حملته هذه سارع الموت إلى أتيلا في ليلة زفافه على عروسه الجرمانية هيلديكو، وأصبح ميتا بعد إصابته بنزيف حاد، مما أثار اعتقادات في عروسه الجرمانية أن تكون قد دست له سماً في شرابه ولا سيما أنها كانت سبية من إحدى حملاته على الجرمان في الشمال.
بعد عام على وفاة أتيلا، هزم الهون أمام القبائل الجرمانية في معركة نيداو في عام 454 وبعد هذه المعركة انهارت الإمبراطورية الهونية بشكل كامل.

## نشأته وخلفيته
الهون جماعة من الرحّل الأوراسيين، ظهروا من شرق نهر الفولغا، وهاجروا لاحقًا إلى أوروبا الغربية نحو عام 370، وبنوا هناك إمبراطورية هائلة. اعتمدت تقنياتهم العسكرية الرئيسية على الرماية في أثناء الركوب ورمي الرمح. بدأوا بإنشاء مستوطنات قبل وصولهم إلى أوروبا الغربية، ومع ذلك، شكّل الهون مجتمعًا من المحاربين الرعويين، وكان مصدرهم الرئيسي للغذاء اللحوم والحليب، وهما من منتجات مواشيهم.
ظل أصل الهون ولغتهم موضع نقاش لقرون. وفقًا لبعض النظريات، فإن قادتهم على الأقل ربما تحدثوا لغة تركية يُحتمل أن تكون الأقرب إلى اللغة التشوفاشية الحديثة. ووفقًا لما ورد في دائرة المعارف لشعوب أوروبا، «فإن الهون، لا سيما أولئك الذين هاجروا إلى الغرب، ربما كانوا مزيجًا من الأصول التركية الآسيوية الوسطى والمغولية والأوغورية».
كان والد أتيلا، مندوزوك، شقيق الملكين أوكتار وروغا، اللذان حكما معًا إمبراطورية الهون في أوائل القرن الخامس. وتكررت هذه الصيغة من الحكم الثنائي لدى الهون، لكن المؤرخين ما زالوا غير متيقنين مما إذا كانت مؤسسية، أو تقليدية، أو حادثة عرضية. انحدرت عائلته من سلالة نبيلة، غير أن من غير المؤكد ما إذا كانت تشكّل سلالة ملكية. يظل تاريخ ميلاد أتيلا موضع خلاف، إذ اقترح الصحفي إيريك ديشودت والكاتب هيرمان شرايبر سنة 395 موعدًا لمولده. في المقابل، يفضّل المؤرخ ياروسلاف ليبيدينسكي وعالمة الآثار كاتالين إيشَر تقديرًا يتراوح بين تسعينيات القرن الرابع والسنوات العشر الأولى من القرن الخامس. واقترح عدد من المؤرخين سنة 406 تاريخًا لميلاده.
نشأ أتيلا في عالم سريع التغير. كان قومه من الرحّل الذين وصلوا حديثًا إلى أوروبا، إذ عبروا نهر الفولغا خلال سبعينيات القرن الرابع، وضمّوا أراضي الألان، ثم هاجموا مملكة القوط الواقعة بين جبال الكاربات ونهر الدانوب. امتازوا بالحركة الدائمة، واشتهر رماة السهام على ظهور الخيل لديهم بسمعة لا تُقهر. ويبدو أن القبائل الجرمانية لم تتمكن من مقاومة تقدمهم. دفع تدفق أعداد هائلة من السكان الفارين من الهون إلى الانتقال من جرمانيا نحو الإمبراطورية الرومانية غربًا وجنوبًا، وعلى امتداد ضفاف نهرَي الراين والدانوب. وفي عام 376، عبر القوط نهر الدانوب، وخضعوا في البداية للرومان، لكنهم تمرّدوا لاحقًا على الإمبراطور فالنس، الذي قُتل في معركة أدريانوبل عام 378. وعبر أعداد كبيرة من الوندال والألان والسويبي والبرغنديين نهر الراين وغزوا بلاد الغال الرومانية في 31 ديسمبر 406، فرارًا من الهون. وكانت الإمبراطورية الرومانية قد انقسمت إلى قسمين منذ عام 395، تحكمهما حكومتان منفصلتان، إحداهما مقرها في رافينا في الغرب، والأخرى في القسطنطينية في الشرق. انحدر الأباطرة الرومان، في الشرق والغرب على السواء، عمومًا من الأسرة الثيودوسية خلال حياة أتيلا، رغم وجود عدة صراعات على السلطة.
هيمن الهون على أراضٍ شاسعة ذات حدود غير واضحة، تحددت بإرادة تجمع من شعوب متعددة الأعراق. استُوعب بعض هذه الشعوب ضمن الجنسية الهونية، في حين احتفظ العديد منها بهويته الخاصة وحكامه، مع الاعتراف بسيادة ملك الهون. شكّل الهون أيضًا مصدرًا غير مباشر لعدد من مشكلات الرومان، إذ دفعوا عدة قبائل جرمانية إلى داخل الأراضي الرومانية، ومع ذلك ظلّت العلاقات بين الإمبراطوريتين ودية، فقد استخدم الرومان الهون مرتزقةً في حروبهم ضد الجرمان، بل حتى في صراعاتهم الأهلية. هكذا تمكن المغتصب يوانّس من تجنيد آلاف من الهون في جيشه ضد فالنتينيان الثالث عام 424، وأشرف أيتيوس، الذي أصبح لاحقًا بطريرك الغرب، على هذه العملية. تبادل الطرفان السفراء والرهائن، واستمر هذا التحالف من عام 401 حتى 450، ما أتاح للرومان تحقيق عدة انتصارات عسكرية. اعتبر الهون أن الرومان يدفعون لهم جزية، في حين فضّل الرومان اعتبارها مقابلًا لخدمات قُدّمت. وعندما بلغ أتيلا سن الرشد خلال عهد عمه روغا، كان الهون قد أصبحوا قوة عظمى إلى حد أن نسطوريوس، بطريرك القسطنطينية، عبّر عن أسفه قائلًا: «لقد أصبحوا أسيادًا وعبيدًا للرومان في آنٍ واحد».

## الحملات ضد الإمبراطورية الرومانية الشرقية
أدى موت روغيلا -يُعرف أيضًا باسم روا أو روغا- عام 434 إلى انتقال السيطرة على قبائل الهون المتحدة إلى ابني شقيقه مندوزوك، أتيلا وبليدا. وعند تولّي الأخوين الحكم، تفاوضت قبائل الهون مع مبعوثي الإمبراطور الروماني الشرقي ثيودوسيوس الثاني بشأن تسليم عدد من الفارين الذين لجؤوا إلى داخل الإمبراطورية الرومانية الشرقية، وربما كانوا من النبلاء الهون الذين رفضوا تولّي الأخوين للسلطة.
في العام التالي، التقى أتيلا وبليدا بالوفد الإمبراطوري في مدينة مارغوس (بوزاريفاتس)، وجلس الجميع على ظهور الخيل على الطريقة الهونية، وتفاوضوا على معاهدة مناسبة. وافق الرومان على إعادة الفارين، ومضاعفة الجزية السابقة البالغة 350 رطلًا رومانيًا (نحو 115 كغ) من الذهب، وفتح أسواقهم أمام التجار الهون، ودفع فدية مقدارها ثمانية صوليدي عن كل روماني يقع في الأسر لدى الهون. رضِيَ الهون بالمعاهدة، فرحلوا عن الإمبراطورية الرومانية وعادوا إلى موطنهم في السهل المجري العظيم، وربما سعوا إلى توطيد وتعزيز إمبراطوريتهم. استغل ثيودوسيوس هذه الفرصة ليعزز أسوار القسطنطينية، فشيّد أول سور بحري للمدينة، وعزز دفاعاته الحدودية على امتداد نهر الدانوب.
ظلّ الهون بعيدين عن أنظار الرومان عدة سنوات لاحقة في حين غزوا أراضي الإمبراطورية الساسانية. هزمهم الساسانيون في أرمينيا، فتخلّوا عن غزوهم ووجّهوا أنظارهم مجددًا نحو أوروبا. عام 440، ظهروا بقوة على حدود الإمبراطورية الرومانية، وهاجموا السوق القائم على الضفة الشمالية لنهر الدانوب، الذي أُنشئ بموجب معاهدة عام 435، مستهدفين التجار فيه.
بعد عبورهم نهر الدانوب، دمّروا مدن إيليريكوم والحصون الممتدة على ضفاف النهر، ومنها، بحسب المؤرخ بريسكس، مدينة فيميناكيوم الواقعة في إقليم مويسيا. انطلق تقدمهم من مارغوس، حيث طالبوا الرومان بتسليم أسقف كان يحتفظ بممتلكات عدّها أتيلا من حقه. وبينما ناقش الرومان مصير الأسقف، تسلل الأخير سرًّا إلى الهون وخان المدينة وسلّمها لهم.
في الوقت ذاته، وبينما واصل الهون هجماتهم على المدن الواقعة على طول نهر الدانوب، استولى الوندال بقيادة جيسريك على مقاطعة إفريقية التابعة للإمبراطورية الرومانية الغربية، متضمنةً عاصمتها قرطاج. كانت إفريقية أغنى مقاطعات الإمبراطورية الغربية والمصدر الرئيسي للغذاء في روما. عام 441، غزا الشاه الساساني يزدجرد الثاني أرمينيا.
جرّد الرومان منطقة البلقان من قواتهم، وأرسلوها إلى صقلية لتنفيذ حملة عسكرية ضد الوندال في إفريقية، ما ترك الطريق مفتوحًا أمام أتيلا وبليدا لعبور إيليريكوم نحو البلقان، التي غزوها عام 441. نهب الجيش الهوني مدينتَي مارغوس وفيميناكيوم، ثم استولى على سينغيدونوم (بلغراد) وسيرميوم. خلال عام 442، استدعى ثيودوسيوس قواته من صقلية، وأمر بسك كميات كبيرة من العملات الجديدة لتمويل العمليات العسكرية ضد الهون. ظنّ أنه قادر على هزيمتهم، فرفض مطالب ملوكهم.
ردّ أتيلا بحملة عسكرية عام 443. للمرة الأولى، بحسب ما علم به الرومان، زُوّدت قواته بالكباش وآلات حصار متدحرجة، واستخدموها بنجاح في مهاجمة المراكز العسكرية في راتيارا ونايسوس (نيش)، وذبحوا السكان. قال بريسكس: «عندما وصلنا إلى نايسوس وجدنا المدينة مهجورة، كما لو كانت قد نُهبت، ولم يكن فيها سوى عدد قليل من المرضى الراقدين في الكنائس. توقفنا على مسافة قصيرة من النهر، في منطقة مفتوحة، إذ كانت الأرض المجاورة لضفته مليئة بعظام الرجال الذين قُتلوا في الحرب».
واصل الهون تقدمهم على طول نهر نيشافا، فاستولوا بعد ذلك على سيرديكا (صوفيا)، وفيليبوبوليس (بلوفديف)، وأركاديوبوليس (لولبورغاز). واجهوا جيشًا رومانيًا خارج القسطنطينية ودمّروه، لكنهم توقفوا عند الأسوار المزدوجة لعاصمة الشرق. كما هزموا جيشًا ثانيًا بالقرب من كاليبّوليس (غاليبولي).
لمّا كان ثيودوسيوس لم يتمكّن من تنفيذ مقاومة عسكرية فعّالة، اعترف بالهزيمة، وأرسل القائد الأعلى للقوات العسكرية في الشرق، أناتوليوس، للتفاوض على شروط السلام. جاءت الشروط أقسى من تلك التي نصّت عليها المعاهدة السابقة، إذ وافق الإمبراطور على تسليم 6,000 رطل روماني (نحو 2000 كغ) من الذهب عقوبةً على انتهاكه شروط المعاهدة في أثناء الغزو، ورُفعت الجزية السنوية إلى ثلاثة أضعاف، فأصبحت 2,100 رطل روماني -نحو 700 كغ- من الذهب، وارتفعت فدية كل أسير روماني إلى 12 صوليدي.
لُبّيت مطالبهم فترةً من الزمن، وانسحب ملوك الهون إلى عمق أراضي إمبراطوريتهم. توفي بليدا بعد انسحاب الهون من بيزنطة، ويرجَّح أن ذلك حدث نحو عام 445. عندئذٍ، استولى أتيلا على العرش، وأصبح الحاكم الأوحد للهون.

## معرض صور

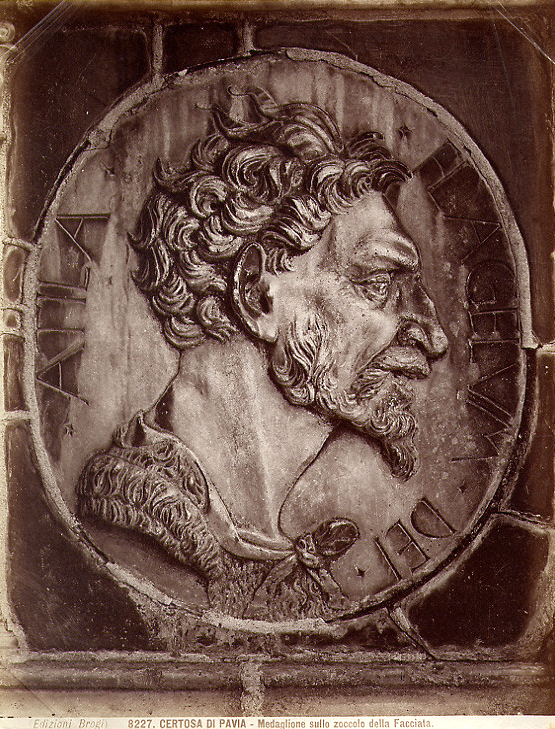
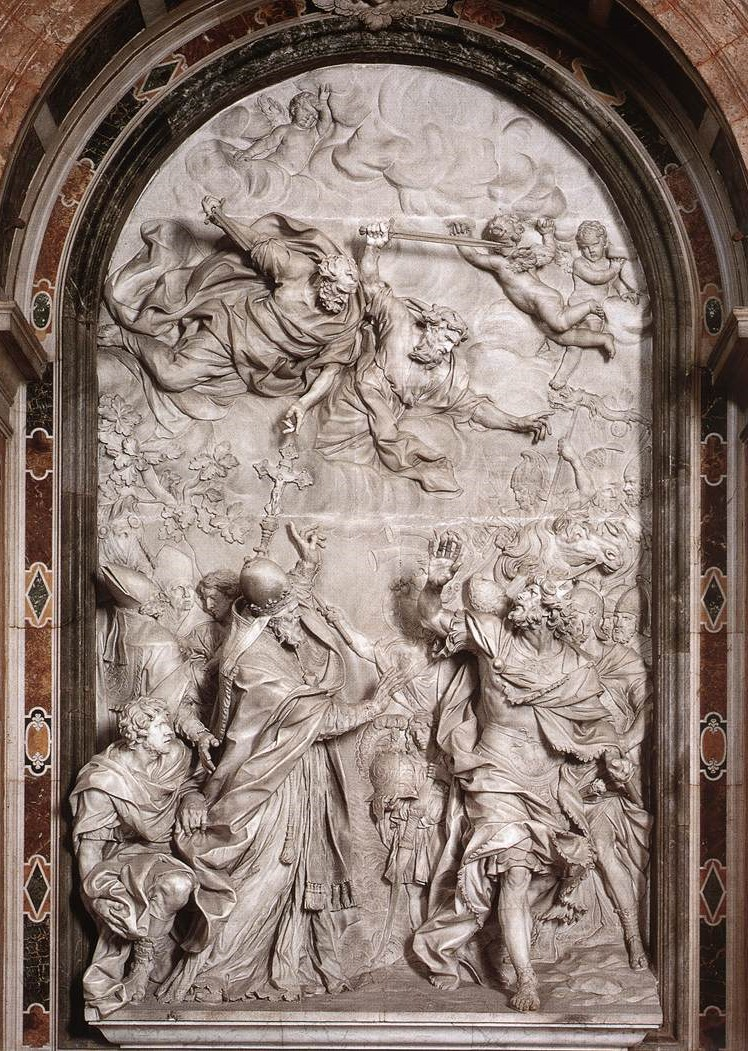
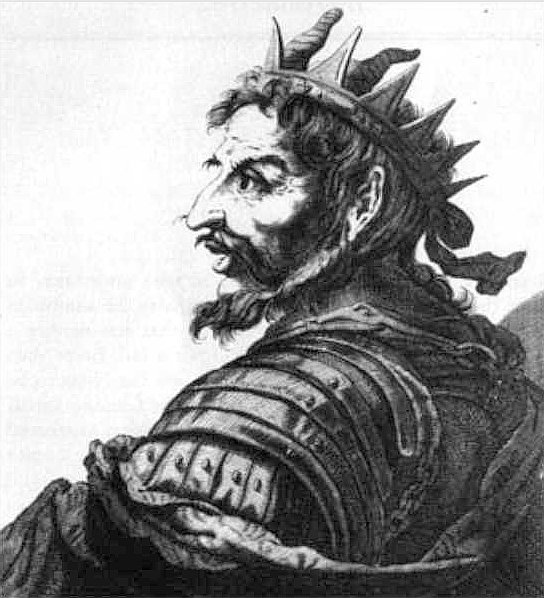
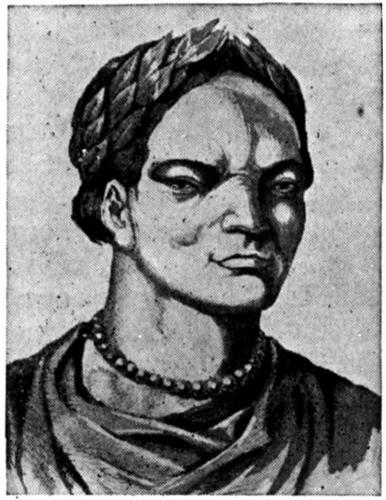